# Finkenflug (Schauenstein)
Finkenflug ist ein Gemeindeteil der Stadt Schauenstein im Landkreis Hof (Oberfranken, Bayern). Finkenflug liegt in der Gemarkung Neudorf.

## Geografie
Die Einöde liegt am Nordosthang einer Anhöhe (630 m ü. NHN) des Frankenwaldes. Ein Anliegerweg führt nach Mühldorf zur Kreisstraße HO 27 (0,7 km östlich).

## Geschichte
Finkenflug gehörte zur Realgemeinde Mühldorf. Gegen Ende des 18. Jahrhunderts bestand Finkenflug aus zwei Anwesen (1 Hof, 1 Halbhof). Die Hochgerichtsbarkeit hatte das bayreuthische Vogteiamt Schauenstein. Das Rittergut Hartungs war Grundherr beider Anwesen.
Von 1797 bis 1810 unterstand Finkenflug dem Justiz- und Kammeramt Naila. Infolge des Ersten Gemeindeedikts wurde Finkenflug dem 1812 gebildeten Steuerdistrikt Volkmannsgrün und der zugleich entstandenen Ruralgemeinde Neudorf zugewiesen. Im Zuge der Gebietsreform in Bayern wurde Finkenflug am 1. Januar 1972 nach Schauenstein eingemeindet.

### Einwohnerentwicklung
| Jahr      | 001819 | 001861 | 001871 | 001885 | 001900 | 001925 | 001950 | 001961 | 001970 | 001987 | 002006 |
| Einwohner | *      | †      | 6      | 9      | 6      | 5      | 5      | 4      | 6      | 6      | 5      |
| Häuser    |        |        |        | 1      | 1      | 1      | 1      | 1      |        | 1      |        |
| Quelle    | [ 5 ]  | [ 8 ]  | [ 9 ]  | [ 10 ] | [ 11 ] | [ 12 ] | [ 13 ] | [ 14 ] | [ 15 ] | [ 16 ] |        |

## Religion
Finkenflug ist evangelisch-lutherisch geprägt und bis heute nach Leupoldsgrün gepfarrt.